# San Diego Comic-Con
San Diego Comic-Con International là hội nghị truyện tranh và giải trí đa thể loại, tổ chức thường niên tại San Diego, California. Chương trình được sáng lập bởi một nhóm người đến từ San Diego vào năm 1970 dưới cái tên Golden State Comic Book Convention, bao gồm Shel Dorf, Richard Alf, Ken Krueger và Mike Towry; sau đó đổi tên thành "San Diego Comic Book Convention". Tựa đề đầy đủ của chương trình là Comic-Con International: San Diego; còn được biết đến đơn giản là Comic-Con hoặc San Diego Comic-Con hay "SDCC". Sự kiện kéo dài 4 ngày (từ thứ 5—Chủ Nhật) trong mùa hè tại San Diego Convention Center, San Diego, California. Trong đêm thứ 4 trước buổi khai mạc, có một buổi xem trước cho nhân vật chuyên ngành, nhà triển lãm và khách mời chọn lọc ghi danh trong 4 ngày.
Comic-Con International cũng sản xuất 2 buổi hội thảo khác, WonderCon, diễn ra ở Los Angeles, California; và Alternative Press Expo (APE), xuất hiện tại San Francisco. Kể từ năm 1974, Comic-Con tổ chức giải thưởng hàng năm Inkpot Award đến khách mời và nhân vật có niềm yêu thích đến ngành công nghiệp nghệ thuật đại chúng, cũng như thành viên trong ban đạo diễn của Comic-Con và hội đồng Convention. Đây cũng là nơi trao tặng giải Will Eisner Awards.
Ban đầu chỉ trưng bày đa phần là truyện tranh, phim ảnh, truyền hình và văn hóa liên quan đến chủ đề khoa học giả tưởng, hội nghị từ đó đã mở rộng sang nhiều nội dung văn hóa đại chúng và yếu tố giải trí trên khắp thể loại, bao gồm kinh dị, hoạt hình, anime, manga, đồ chơi, thẻ trò chơi, trò chơi điện tử, webcomic và tiểu thuyết giả tưởng. Theo Forbes, đây là "hội nghị lớn nhất trên thế giới;" Publishers Weekly viết rằng "Comic-Con International: San Diego là chương trình lớn nhất Bắc Mỹ;" và cũng là hội nghị lớn nhất diễn ra tại San Diego. Vào năm 2010, chương trình thu hút 130.000 lượt tham gia tại San Diego Convention Center.

## Lịch sử hình thành
Hội nghị được sáng lập năm 1970 bởi Shel Dorf, Richard Alf, Ken Krueger, Mike Towry, Barry Alfonso, Bob Sourk và Greg Bear. Người hâm mộ truyện tranh sinh tại Detroit, Michigan Shel Dorf từng tổ chức Detroit Triple-Fan Fairs, một trong những hội chợ đầu tiên của cộng đồng yêu mến truyện tranh vào giữa những năm 1960. Khi dời đến San Diego, California vào năm 1970, ông tổ chức một hội nghị diễn ra vào ngày 21 tháng 3 năm 1970. Dorf tiếp tục tham gia hội nghị như một nhà quản lý trong nhiều năm. Alf đồng quản lý buổi hội nghị đầu tiên cùng Krueger và trở thành chủ tịch vào năm 1971.
Hội nghị truyện tranh San Diego dài 3 ngày đầu tiên của Dorf, mang tên "Golden State Comic-Con", thu hút 300 người tham dự tại U.S. Grant Hotel từ ngày 1–3 tháng 8 năm 1970. Những địa điểm khác trong những năm đầu tổ chức bao gồm El Cortez Hotel, University of California, San Diego và Golden Hall, trước khi chuyển về San Diego Convention Center vào năm 1991.
Hội nghị được tổ chức bởi 13 thành viên chủ trì, 16 đến 20 nhân viên bán thời gian và toàn thời gian, 80 tình nguyện viên hỗ trợ thông qua các ủy ban. Comic Con International là một tổ chức không lợi nhuận, dẫn đến sự kiện quyên góp cũng như Alternative Press Expo (APE) và WonderCon. Logo của hội nghị do Richard Bruning và Josh Beatman thiết kế năm 1995. Vào tháng 9 năm 2010, hội nghị thông báo sẽ dừng chân tại San Diego suốt năm 2015. Vào năm 2015, hội nghị hợp tác cùng Lionsgate, một kênh video được tạo để chủ trì nội dung liên quan đến Comic-Con.
Theo San Diego Convention and Visitor's Bureau, hội nghị này có tác động kinh tế khu vực hàng năm khoảng 162.8 triệu đô-la Mỹ, với khoảng 180 triệu đô-la Mỹ ảnh hưởng kinh tế vào năm 011.

## Sự kiện

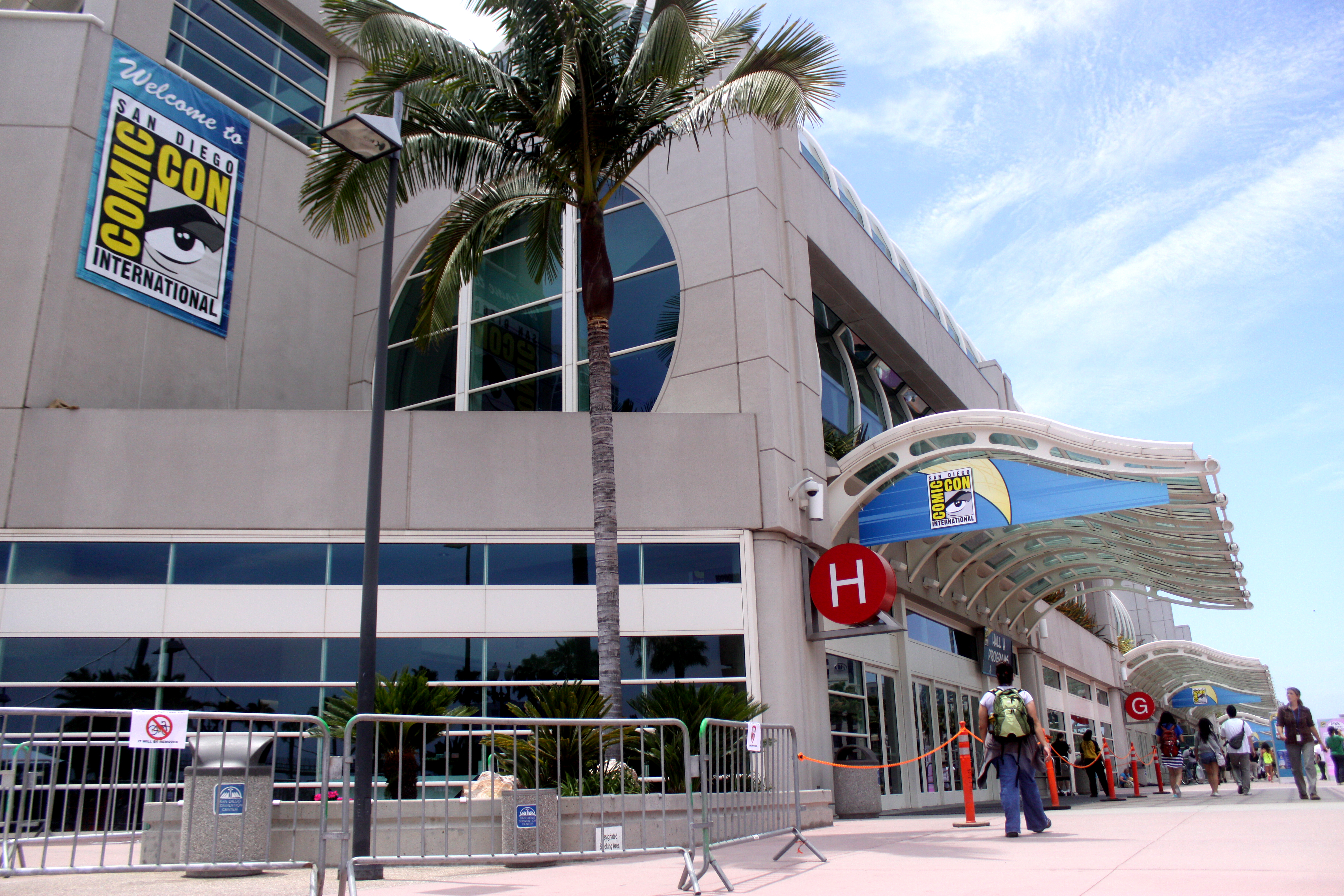
Bên ngoài The San Diego Convention Center tại Comic-Con 2012 ở San Diego, California.

Bên cạnh hội thảo với nhiều chuyên gia truyện tranh, nhiều trích đoạn của những bộ phim sắp phát hành và danh mục đánh giá cùng những công ty truyện tranh và trò chơi điện tử hàng đầu cũng xuất hiện. Các đêm hội nghị bao gồm những sự kiện như lễ trao giải, cuộc thi hóa trang Masquerade thường niên và Liên hoan phim độc lập quốc tế Comic-Con, nơi trình chiếu những bộ phim chưa có nhà phân phối hoặc phân phối giao dịch.
Trong những năm gần đây, số chương trình truyền hình được quảng bá cao hơn số phim điện ảnh. Trong mùa hội nghị 2011, ít nhất 80 chương trình truyền hình được giới thiệu, so với khoảng 35 bộ phim điện ảnh. Nhiều chương trình truyền hình được giới thiệu bao gồm Bones, Burn Notice, Castle, Chuck, Grimm, MythBusters, Nikita, Once Upon a Time, Psych, Supernatural, The Big Bang Theory và The Vampire Diaries. Một vài chương trình khoa học viễn tưởng cũng xuất hiện như Being Human, EUReKA, Fringe, Lost Girl, Sanctuary, Torchwood, Doctor Who và Warehouse 13. Đài HBO thu hút với các chương trình Game of Thrones, Dexter, Shameless và True Blood. Vào năm 2013, có tổng cộng 1075 buổi tọa đàm trong hội nghị, trong đó liên quan đến anime (29%) và truyện tranh (26%).
Có ít nhất 17 phòng khác nhau ở Trung tâm Hội nghị được sử dụng cho các buổi đàm thoại và trình chiếu, với 280 đến 6.100 chỗ ngồi. 2 phòng lớn nhất là Ballroom 20, với sức chứa khoảng 4.900 người; và Hall H, với sức chứa khoảng 6.100 người. Hilton Bayfront cũng được dùng để phục vụ chương trình, với khán phòng chính (Indigo) có sức chứa 2.600 người. Một khách sạn khác, Marriott Marquis & Marina, cũng là nơi chủ trì nhiều hoạt động của Comic-Con.
| \| STT \| Ngày \| Địa điểm \| Khán giả \| Ghi chú \| \| --- \| -------------------------------------- \| --------------------------------------------------------------------------------------------------------------------------------------------------------------------------------------------------------------------------------------------------------------------------------------------------------------------------------------------------- \| -------------------------------- \| --------------------------------------------------------------------------------------------------------------------------------------------------------------------- \| \| 1 \| 21 tháng 3 năm 1970[28] \| U.S. Grant Hotel \| 145 \| Minicon staged to raise funding for August convention \| \| 2 \| 1–3 tháng 8 năm 1970[12][28]:61 \| U.S. Grant Hotel \| 300 \| a.k.a. Golden State Comic Con \| \| 3 \| 6–8 tháng 8 năm 1971[28]:62 \| Muir College, University of California, San Diego, La Jolla, California \| 800 \| \| \| 4 \| 18–21 tháng 8 năm 1972 [28]:65 \| El Cortez Hotel \| 900+ \| a.k.a. San Diego's West Coast Comic Convention \| \| 5 \| 16–19 tháng 8 năm 1973[28]:66 \| Sheraton Hotel, Harbor Island \| 1,000+ \| Now officially San Diego Comic-Con; first five-day Comic-Con; first celebrity brunch \| \| 6 \| 31 tháng 7 – 5 tháng 8 năm 1974[28]:67 \| El Cortez Hotel \| 2,500 \| First Masquerade, emceed by June Foray \| \| 7 \| 30 tháng 7 – 3 tháng 8 năm 1975:68 \| El Cortez Hotel \| 2,500+ \| Radio personality Gabriel Wisdom (dressed as Thor) emcees Maquerade, with Charlene Brinkman (akas Brinke Stevens) \| \| 8 \| 7–9 tháng 11 năm 1975 \| El Cortez Hotel \| 1,100 \| Three-day follow-up to summer Con. Con incorporates as nonprofit. \| \| 9 \| 21–25 tháng 7 năm 1976[28]:69 \| El Cortez Hotel \| 3,000+ \| Vaughn Bodé, scheduled to appear, dies just before Con. \| \| 10 \| 20–24 tháng 7 năm 1977[28]:70 \| El Cortez Hotel \| 4,000+ \| \| \| 11 \| 26–30 tháng 7 năm 1978[28]:71 \| El Cortez Hotel \| 5,000 \| \| \| 12 \| 1–5 tháng 8 năm 1979 [28]:72 \| San Diego Convention Center, Hoa Kỳ Grant Hotel \| 6,000 \| US$12,000 in receipts stolen from home of Con's treasurer. \| \| 13 \| 30 tháng 7 - 3 tháng 8 năm 1980[28]:78 \| San Diego Convention Center, U.S. Grant Hotel \| 5,000 \| \| \| 14 \| 23–26 tháng 7 năm 1981[28]:79 \| El Cortez Hotel \| 5,000 \| Gary Owens emcees Masquerade. \| \| 15 \| 8–11 tháng 7 năm 1982[28]:80 \| San Diego Convention Center, Hotel San Diego \| 5,000 \| \| \| 16 \| 4–7 tháng 8 năm 1983 [28]:81 \| San Diego Convention Center, Hotel San Diego \| 5,000 \| First year the Con tried a theme for the souvenir programs. Arn Saba emcees Masquerade. \| \| 17 \| 28 tháng 6 – 1 tháng 7 năm 1984[28]:82 \| San Diego Convention Center, Hotel San Diego \| 5,500 \| Held early due to Los Angeles Summer Olympics. Sergio Aragonés hosted Masquerade. \| \| 18 \| 1–4 tháng 8 năm 1985[28]:83 \| San Diego Convention Center, Hotel San Diego \| 6,000 \| Rick Geary toucan design adopted as official logo. Fae Desmond hired as general manager. \| \| 19 \| 31 tháng 7 – 3 tháng 8 năm 1986[28]:84 \| San Diego Convention Center, Hotel San Diego \| 6,500 \| \| \| 20 \| 6–9 tháng 8 năm 1987[28]:85 \| San Diego Convention Center, Holiday Inn \| 5,000 \| Debut of Convention Events Guide. Country Joe performs. \| \| 21 \| 4–7 tháng 8 năm 1988[28]:86 \| San Diego Convention Center, Omni Hotel \| 8,000 \| Seduction Of The Innocent band (Bill Mumy, Steve Leialoha, Miguel Ferrer, Chris Christensen, Max Allan Collins) and anime department debut. \| \| 22 \| 3–6 tháng 8 năm 1989[28]:87 \| San Diego Convention Center, Omni Hotel \| 11,000 \| \| \| 23 \| 2–5 tháng 8 năm 1990 [28]:94 \| San Diego Convention Center, Holiday Inn \| 13,000 \| \| \| 24 \| 4–7 tháng 7 năm 1991 [28]:95 \| San Diego Convention Center, Pan Pacific Hotel \| 15,000+ \| \| \| 25 \| 13–16 tháng 8 năm 1992[28]:96 \| San Diego Convention Center, Double Tree Hotel \| 22,000 \| Con hosts Jack Kirby's 75th birthday party. Phil Foglio emcees. \| \| 26 \| 19–22 tháng 8 năm 1993[28]:97 \| San Diego Convention Center, Doubletree Hotel \| 28,000 \| \| \| 27 \| 4–7 tháng 8 năm 1994 \| San Diego Convention Center, Hyatt Regency \| 31,000[28]:98 \| \| \| 28 \| 27–30 tháng 7 năm 1995 \| San Diego Convention Center \| 34,000[28]:99 \| Name change to Comic-Con International. Richard Bruning "eye" logo debuts. \| \| 29 \| 4–7 tháng 7 năm 1996 \| San Diego Convention Center \| 36,000[28]:100 \| Due to the Republican National Convention, Con falls for second time on Independence Day. \| \| 30 \| 17–20 tháng 7 năm 1997 \| San Diego Convention Center \| 40,000[28]:101 \| \| \| 31 \| 13–16 tháng 8 năm 1998 \| San Diego Convention Center \| 42,000[28]:102 \| \| \| 32 \| 13–16 tháng 8 năm 1999 \| San Diego Convention Center \| 42,000[28]:103 \| \| \| 33 \| 20–23 tháng 7 năm 2000 \| San Diego Convention Center \| 48,500[28]:108 \| \| \| 34 \| 19–22 tháng 7 năm 2001 \| San Diego ConventionCenter \| 53,000[28]:109 \| \| \| 35 \| 1–4 tháng 8 năm 2002:110 \| San Diego ConventionCenter \| 63,000 \| \| \| 36 \| 17–20 tháng 7 năm 2003 \| San Diego Convention Center \| 70,000 \| \| \| 37 \| 22–25 tháng 7 năm 2004:112 \| San Diego Convention Center \| 95,000 \| Con expands into Hall H of San Diego Convention Center, occupying entire exhibit space. \| \| 38 \| 14–17 tháng 7 năm 2005:113 \| San Diego Convention Center \| 103,000 \| \| \| 39 \| 20–23 tháng 7 năm 2006[29] \| San Diego Convention Center \| 123,000[30] \| \| \| 40 \| 26–29 tháng 7 năm 2007 \| San Diego Convention Center \| 125,000[31][32] \| \| \| 41 \| 24–27 tháng 7 năm 2008 \| San Diego Convention Center \| 126,000[33][34] \| \| \| 42 \| 23–26 tháng 7 năm 2009 \| San Diego Convention Center \| 126,000[33][35][36] \| \| \| 43 \| 22–25 tháng 7 năm 2010[37] \| San Diego Convention Center, Hilton San Diego Bayfront, and San Diego Marriott Hotel and Marina[38] \| 130,000+[1][39] \| \| \| 44 \| 21–24 tháng 7 năm 2011 \| San Diego Convention Center, Hilton San Diego Bayfront, San Diego Marriott Hotel and Marina, and Manchester Grand Hyatt Hotel[40] \| 126,000+[41][42][43] \| \| \| 45 \| 12–15 tháng 7 năm 2012 \| San Diego Convention Center, Hilton San Diego Bayfront, and San Diego Marriott Hotel and Marina \| 130,000+[44][45][46] \| Comic-Con begins charging for Preview Night; pre-registration during 2011 held off-site at Manchester Grand Hyatt Hotel, and number of pre-registrations limited.[47] \| \| 46 \| 18–21 tháng 7 năm 2013 \| San Diego Convention Center, Gaslamp Quarter, Hilton San Diego Bayfront, San Diego Marriott Hotel and Marina, Petco Park Manchester Grand Hyatt Hotel, Chula Vista Center \| 130,000+[48][49][50][51][52][53] \| \| \| 47 \| 24–27 tháng 7 năm 2014 \| San Diego Convention Center, Gaslamp Quarter, [Hilton San Diego Bayfront, San Diego Marriott Hotel and Marina, Petco Park, Manchester Grand Hyatt Hotel, Harbor Club Condominiums, Westfield Horton Plaza, Chula Vista Center, Qualcomm Stadium \| 130,000+[54] \| \| \| 48 \| 9–12 tháng 7 năm 2015[55] \| San Diego Convention Center, Gaslamp Quarter, Hilton San Diego Bayfront, San Diego Marriott Hotel and Marina, Petco Park, Manchester Grand Hyatt Hotel, San Diego Public Library, Harbor Club Condominiums, Westfield Horton Plaza, San Diego Union Station, Qualcomm Stadium, USS Midway (CV-41), Omni San Diego Hotel, Spreckels Theater Building \| \| \| |                                    | |            | |
| STT | Ngày                               | Địa điểm | Khán giả   | Ghi chú |
| 1 | 21 tháng 3 năm 1970                | U.S. Grant Hotel | 145        | Minicon staged to raise funding for August convention |
| 2 | 1–3 tháng 8 năm 1970:61            | U.S. Grant Hotel | 300        | a.k.a. Golden State Comic Con |
| 3 | 6–8 tháng 8 năm 1971:62            | Muir College, University of California, San Diego, La Jolla, California | 800        | |
| 4 | 18–21 tháng 8 năm 1972 :65         | El Cortez Hotel | 900+       | a.k.a. San Diego's West Coast Comic Convention |
| 5 | 16–19 tháng 8 năm 1973:66          | Sheraton Hotel, Harbor Island | 1,000+     | Now officially San Diego Comic-Con; first five-day Comic-Con; first celebrity brunch                                                                              |
| 6 | 31 tháng 7 – 5 tháng 8 năm 1974:67 | El Cortez Hotel | 2,500      | First Masquerade, emceed by June Foray |
| 7 | 30 tháng 7 – 3 tháng 8 năm 1975:68 | El Cortez Hotel | 2,500+     | Radio personality Gabriel Wisdom (dressed as Thor) emcees Maquerade, with Charlene Brinkman (akas Brinke Stevens)                                                 |
| 8 | 7–9 tháng 11 năm 1975              | El Cortez Hotel | 1,100      | Three-day follow-up to summer Con. Con incorporates as nonprofit.                                                                                                 |
| 9 | 21–25 tháng 7 năm 1976:69          | El Cortez Hotel | 3,000+     | Vaughn Bodé, scheduled to appear, dies just before Con. |
| 10 | 20–24 tháng 7 năm 1977:70          | El Cortez Hotel | 4,000+     | |
| 11 | 26–30 tháng 7 năm 1978:71          | El Cortez Hotel | 5,000      | |
| 12 | 1–5 tháng 8 năm 1979 :72           | San Diego Convention Center, Hoa Kỳ Grant Hotel | 6,000      | US$12,000 in receipts stolen from home of Con's treasurer. |
| 13 | 30 tháng 7 - 3 tháng 8 năm 1980:78 | San Diego Convention Center, U.S. Grant Hotel | 5,000      | |
| 14 | 23–26 tháng 7 năm 1981:79          | El Cortez Hotel | 5,000      | Gary Owens emcees Masquerade. |
| 15 | 8–11 tháng 7 năm 1982:80           | San Diego Convention Center, Hotel San Diego | 5,000      | |
| 16 | 4–7 tháng 8 năm 1983 :81           | San Diego Convention Center, Hotel San Diego | 5,000      | First year the Con tried a theme for the souvenir programs. Arn Saba emcees Masquerade.                                                                           |
| 17 | 28 tháng 6 – 1 tháng 7 năm 1984:82 | San Diego Convention Center, Hotel San Diego | 5,500      | Held early due to Los Angeles Summer Olympics. Sergio Aragonés hosted Masquerade.                                                                                 |
| 18 | 1–4 tháng 8 năm 1985:83            | San Diego Convention Center, Hotel San Diego | 6,000      | Rick Geary toucan design adopted as official logo. Fae Desmond hired as general manager.                                                                          |
| 19 | 31 tháng 7 – 3 tháng 8 năm 1986:84 | San Diego Convention Center, Hotel San Diego | 6,500      | |
| 20 | 6–9 tháng 8 năm 1987:85            | San Diego Convention Center, Holiday Inn | 5,000      | Debut of Convention Events Guide. Country Joe performs. |
| 21 | 4–7 tháng 8 năm 1988:86            | San Diego Convention Center, Omni Hotel | 8,000      | Seduction Of The Innocent band (Bill Mumy, Steve Leialoha, Miguel Ferrer, Chris Christensen, Max Allan Collins) and anime department debut.                       |
| 22 | 3–6 tháng 8 năm 1989:87            | San Diego Convention Center, Omni Hotel | 11,000     | |
| 23 | 2–5 tháng 8 năm 1990 :94           | San Diego Convention Center, Holiday Inn | 13,000     | |
| 24 | 4–7 tháng 7 năm 1991 :95           | San Diego Convention Center, Pan Pacific Hotel | 15,000+    | |
| 25 | 13–16 tháng 8 năm 1992:96          | San Diego Convention Center, Double Tree Hotel | 22,000     | Con hosts Jack Kirby's 75th birthday party. Phil Foglio emcees.                                                                                                   |
| 26 | 19–22 tháng 8 năm 1993:97          | San Diego Convention Center, Doubletree Hotel | 28,000     | |
| 27 | 4–7 tháng 8 năm 1994               | San Diego Convention Center, Hyatt Regency | 31,000:98  | |
| 28 | 27–30 tháng 7 năm 1995             | San Diego Convention Center | 34,000:99  | Name change to Comic-Con International. Richard Bruning "eye" logo debuts.                                                                                        |
| 29 | 4–7 tháng 7 năm 1996               | San Diego Convention Center | 36,000:100 | Due to the Republican National Convention, Con falls for second time on Independence Day.                                                                         |
| 30 | 17–20 tháng 7 năm 1997             | San Diego Convention Center | 40,000:101 | |
| 31 | 13–16 tháng 8 năm 1998             | San Diego Convention Center | 42,000:102 | |
| 32 | 13–16 tháng 8 năm 1999             | San Diego Convention Center | 42,000:103 | |
| 33 | 20–23 tháng 7 năm 2000             | San Diego Convention Center | 48,500:108 | |
| 34 | 19–22 tháng 7 năm 2001             | San Diego ConventionCenter | 53,000:109 | |
| 35 | 1–4 tháng 8 năm 2002:110           | San Diego ConventionCenter | 63,000     | |
| 36 | 17–20 tháng 7 năm 2003             | San Diego Convention Center | 70,000     | |
| 37 | 22–25 tháng 7 năm 2004:112         | San Diego Convention Center | 95,000     | Con expands into Hall H of San Diego Convention Center, occupying entire exhibit space.                                                                           |
| 38 | 14–17 tháng 7 năm 2005:113         | San Diego Convention Center | 103,000    | |
| 39 | 20–23 tháng 7 năm 2006             | San Diego Convention Center | 123,000    | |
| 40 | 26–29 tháng 7 năm 2007             | San Diego Convention Center | 125,000    | |
| 41 | 24–27 tháng 7 năm 2008             | San Diego Convention Center | 126,000    | |
| 42 | 23–26 tháng 7 năm 2009             | San Diego Convention Center | 126,000    | |
| 43 | 22–25 tháng 7 năm 2010             | San Diego Convention Center, Hilton San Diego Bayfront, and San Diego Marriott Hotel and Marina | 130,000+   | |
| 44 | 21–24 tháng 7 năm 2011             | San Diego Convention Center, Hilton San Diego Bayfront, San Diego Marriott Hotel and Marina, and Manchester Grand Hyatt Hotel | 126,000+   | |
| 45 | 12–15 tháng 7 năm 2012             | San Diego Convention Center, Hilton San Diego Bayfront, and San Diego Marriott Hotel and Marina | 130,000+   | Comic-Con begins charging for Preview Night; pre-registration during 2011 held off-site at Manchester Grand Hyatt Hotel, and number of pre-registrations limited. |
| 46 | 18–21 tháng 7 năm 2013             | San Diego Convention Center, Gaslamp Quarter, Hilton San Diego Bayfront, San Diego Marriott Hotel and Marina, Petco Park Manchester Grand Hyatt Hotel, Chula Vista Center | 130,000+   | |
| 47 | 24–27 tháng 7 năm 2014             | San Diego Convention Center, Gaslamp Quarter, [Hilton San Diego Bayfront, San Diego Marriott Hotel and Marina, Petco Park, Manchester Grand Hyatt Hotel, Harbor Club Condominiums, Westfield Horton Plaza, Chula Vista Center, Qualcomm Stadium | 130,000+   | |
| 48 | 9–12 tháng 7 năm 2015              | San Diego Convention Center, Gaslamp Quarter, Hilton San Diego Bayfront, San Diego Marriott Hotel and Marina, Petco Park, Manchester Grand Hyatt Hotel, San Diego Public Library, Harbor Club Condominiums, Westfield Horton Plaza, San Diego Union Station, Qualcomm Stadium, USS Midway (CV-41), Omni San Diego Hotel, Spreckels Theater Building |            | |

## Comic-Con Magazine
Comic-Con Magazine, trước đây là Update, là tạp chí chính thức của San Diego Comic-Con International, WonderCon và Alternative Press Expo, xuất bản miễn phí tại Hoa Kỳ bởi San Diego Comic-Con International. Tiền thân của Comic-Con Magazine bắt đầu từ một ấn bản one-shot của The Spirit, dựa trên Comic-Con, được bán độc quyền tại San Diego Comic-Con International năm 1976. Comic-Con Magazine đổi thành Update vào tháng 7 năm 2015 và chủ yếu dựa trên quán quân giải Eisner Awards. Ấn bản Update cuối cùng ra mắt tháng 8 năm 2008 và không còn xuất bản nữa. Update trở lại dưới cái tên Comic-Con Magazine, với sự hợp tác của WonderCon và Alternative Press Expo, còn được biết đến như APE. Comic-Con Magazine mới còn xuất hiện nhiều bài phỏng vấn và toàn cảnh sự kiện Comic-Con.